# المسجد العمري الصغير (القدس)
المسجد العمري الصغير مسجد أثري يقع داخل أسوار البلدة القديمة لمدينة القدس، في  حارة المغاربة.  سُمي نسبةً إلى الخليفة عمر بن الخطاب، بعد أن استلم مفاتيح المدينة، واتخذ عدة أمكنة للصلاة في نواحي مختلفة منها. تعرض للتدمير بفعل الزلازل، وقد أعيد بناؤه بعد عام 1958. ويبلغ طوله 4,5 متر وعرضه 4,5 متر بمساحة 18 متر مبع تقريبا. وهو اليوم مُحاط بمواقع مسيحية ويهودية، من أبرزها دير مار مرقس.